# Spartaco Bandinelli
Spartaco Bandinelli (ur. 27 marca 1921 w Velletri, zm. 17 lutego 1997 tamże) – włoski bokser, srebrny medalista letnich igrzysk olimpijskich w Londynie w kategorii muszej.